# تتراکلروآلومینات
تتراکلروآلومینات (به انگلیسی: Tetrachloroaluminate) با فرمول شیمیایی AlCl۴– یک ترکیب شیمیایی است. که جرم مولی آن ۲۸۰٫۰۰ g/mol می‌باشد. 